# Инна Моджа
Инна Моджа (фр. Inna Modja); настоящее имя — Инна Бокум (бамана Inna Bocoum; род. 19 мая 1984 года, Бамако, Мали) — малийско-французская поп-певица и модель.

## Биография

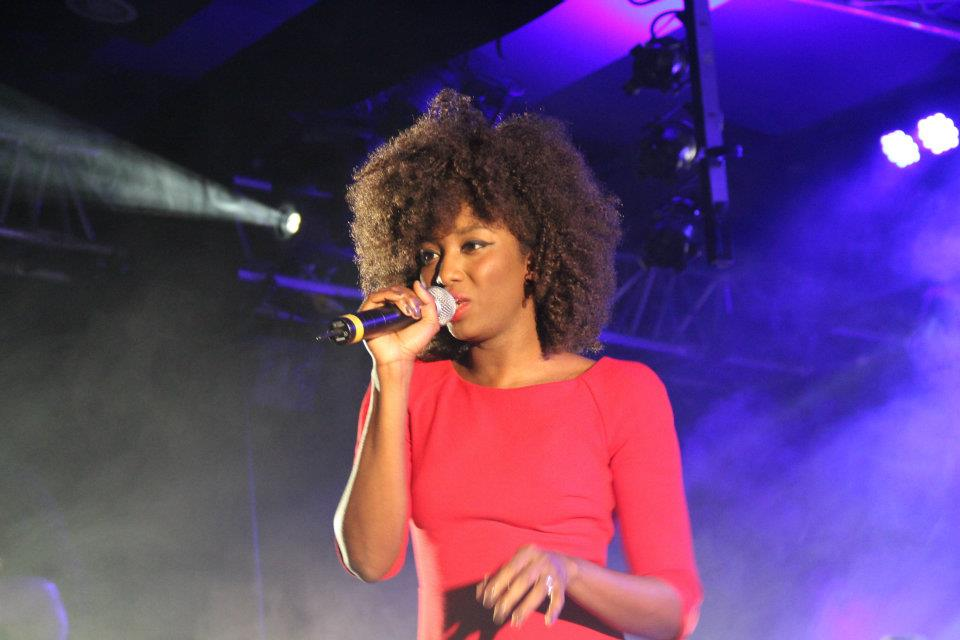
Инна Моджа в 2012 году

Родилась 19 мая 1984 года в столице Мали — городе Бамако шестым ребенком в небогатой семье. Родители интересовались искусством и в возрасте шести лет привели девочку в хор, и всесторонне поощряли ее занятия пением. В детстве вместе с отцом слушала таких исполнителей как Рэй Чарльз, Элла Фицджеральд, Отис Реддинг и Сара Воан. В возрасте подростка Инна решает связать свою карьеру с музыкой и становиться вокалисткой поп-группы «Bossa nova jazz».
Первый успех приходит к певице в 2009 году, после совместного выступления с французским исполнителем Джейсоном Мразом на одном из музыкальных фестивалей во Франции. Совместные записи составляют половину листа ее первого альбома. Альбом «Everyday Is a New World» выходит в 2009 году и сразу же становиться одним из самых популярных на родине певицы в Мали. Песни звучат на радио, а музыкальные клипы показывают по телевидению.
В период с 2009 по 2011 годы исполнительница ведет запись своего второго номерного альбома «Love revolution». В это время она снимает клип на песню из будущего альбома «French Cancan», летом 2011 года эта песня становиться хитом практически во всех франкоговорящих странах мира. В ноябре 2011 года альбомом выходит в свет. Некоторые композиции из альбома занимают лидирующее позиции в топ-чартах Франции.
За относительно небольшое время нахождения на сцене певица обретает довольно значительное количество поклонников среди носителей французского языка по всему миру. В феврале 2012 года она выпускает свой третий альбом, состоящий из миксованных композиций из предыдущих двух альбомов и видео, которое было снято с участием и с помощью поклонников певицы.
В 2009 году, на волне популярности первого альбома, шведская торговая марка одежды H&M приглашает Инну стать лицом ее компании, и она это приглашение принимает.
После обретения популярности Инна активно занимается отстаиванием женских прав в Африке. В раннем детстве, находясь у бабушки, без ведома родителей, подверглась калечащей операции на женских половых органах. Занимается просветительской деятельностью в вопросах гендерного равенства в различных странах Африки.

## Дискография
| Год  | Название                | Позиция | Позиция | Статус    |
| Год  | Название                | Франция | Бельгия | Статус    |
| ---- | ----------------------- | ------- | ------- | --------- |
| 2009 | Everyday Is a New World | 56      | 23      |           |
| 2011 | Love revolution         | 28      | 98      | FRA: Gold |
| 2015 | Motel Bamako            | 55      | —       |           |